# 칼라브리아고추
칼라브리아고추(Calabria--, 이탈리아어: peperoncino calabrese 페페론치노 칼라브레세[*])는 이탈리아 남부 칼라브리아 지역의 재배종 고추이다. 스코빌 지수는 30,000(SHU)이며, 페페론치노로 분류된다.

## 같이 보기
- 링구이사 칼라브레자